# Koningin Wilhelminaboom (Amerongen)

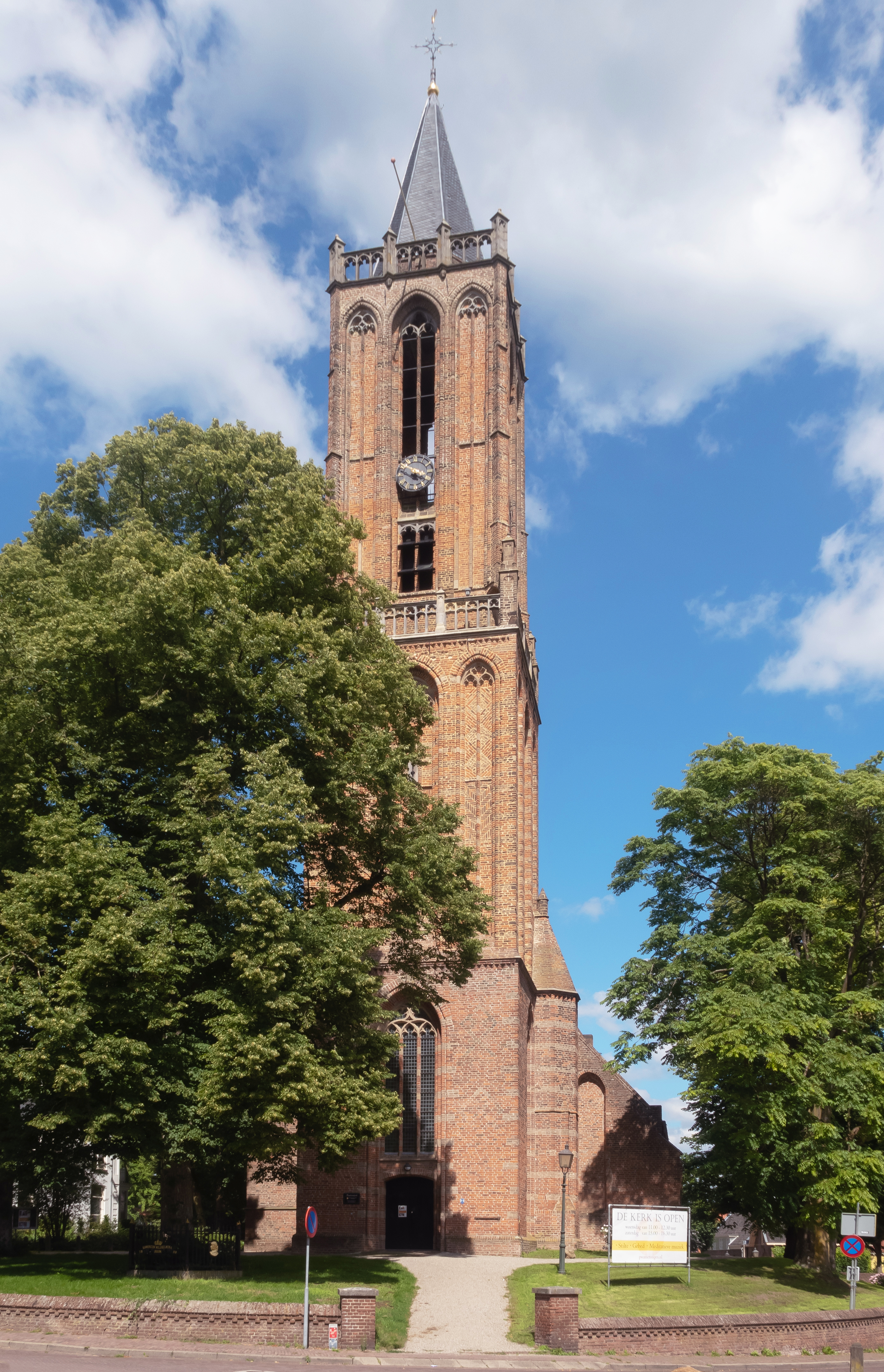
De Koningin Wilhelminaboom (links) in 2020

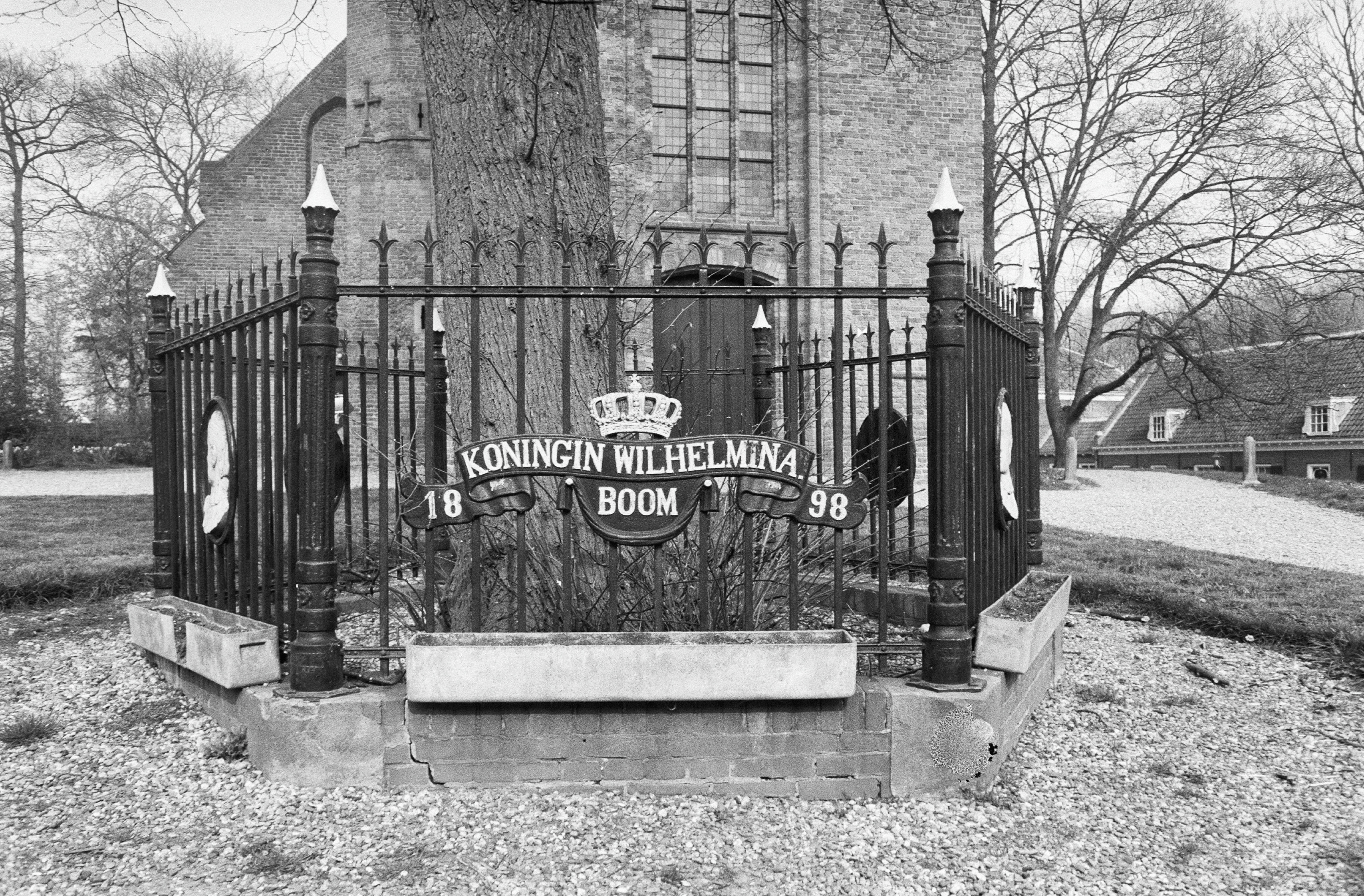
Hekwerk rond de lindeboom in 1977

De Koningin Wilhelminaboom in de Nederlandse plaats Amerongen dateert uit 1898.
De lindeboom is geplant bij de Andrieskerk toen Wilhelmina in 1898 op 18-jarige leeftijd de troon besteeg. De linde is onder nummer 1683003 opgenomen in het Landelijk Register van Monumentale Bomen. Eromheen staat een ijzeren hek voorzien van opschriften, en profielafbeeldingen van Wilhelmina. Dit zeskantige hekwerk is een gemeentelijk monument onder nummer 83. Vrijwel identieke hekwerken staan verspreid door het land onder andere in Schoonhoven, Ouderkerk aan den IJssel, Haarlem en Rijssen.